# Liste der Kur- und Erholungsorte in Sachsen
In dieser Liste sind die staatlich anerkannten Kurorte und Erholungsorte im Freistaat Sachsen mit Stand vom 24. Januar 2024 aufgeführt. Aktuelle amtliche Listen veröffentlicht seit 2023 das Sächsische Staatsministerium für Wissenschaft, Kultur und Tourismus. Bis 2022 erfolgten die Veröffentlichungen durch das Sächsische Staatsministerium für Wirtschaft, Arbeit und Verkehr.
Bei Prädikaten, die nur einzelne Ortsteile und nicht die gesamte Gemeinde betreffen, wurde zur besseren Kenntlichmachung Kursivschreibung verwendet.

## A
- Altenberg, Landkreis Sächsische Schweiz-Osterzgebirge: Gemeindeteile Altenberg (Kneippkurort bis 2018, Luftkurort seit 2018)[3][2], Oberbärenburg (Erholungsort), Schellerhau (Erholungsort), Zinnwald-Georgenfeld (Erholungsort seit 2023)[4] und Geising (Erholungsort bis 2018 und seit 2023)[3][2][4].
- Aue-Bad Schlema, Erzgebirgskreis: Gemeindeteile Bad Schlema (Heilbad bis 2022, Kurort seit 2023)[3][2][4] und Wildbach (Heilbad seit 2023)[4].
- Auerbach/Vogtl., Vogtlandkreis: Gemeindeteile Beerheide und Schnarrtanne (jeweils Erholungsort).
- Augustusburg, Landkreis Mittelsachsen (Erholungsort).

## B
- Bad Brambach, Vogtlandkreis: Gemeindeteil Bad Brambach (Mineralheilbad).
- Bad Düben, Landkreis Nordsachsen: Gemeindeteil Bad Düben (Moorheilbad).
- Bad Elster, Vogtlandkreis: Gemeindeteile Bad Elster und Sohl (jeweils Mineral- und Moorheilbad).
- Bad Gottleuba-Berggießhübel, Landkreis Sächsische Schweiz-Osterzgebirge: Gemeindeteile Kurort Bad Gottleuba (Moorheilbad) und Kurort Berggießhübel (Kneippkurort).
- Bad Lausick, Landkreis Leipzig: Gemeindeteil Bad Lausick (Mineralheilbad bis 2018, Heilbad seit 2018)[3][2].
- Bad Muskau, Landkreis Görlitz (Ort mit Moorkurbetrieb).
- Bad Schandau, Landkreis Sächsische Schweiz-Osterzgebirge: Gemeindeteile Bad Schandau (Kneippkurort bis 2024, Kneippheilbad seit 2024)[3][4][1], Krippen (Erholungsort bis 2018, Kneippkurort von 2018 bis 2024, Kneippheilbad seit 2024)[3][2][1], Ostrau (Kneippkurort von 2018 bis 2024, Kneippheilbad seit 2024)[2][1] und Schmilka (Kneippheilbad seit 2024)[1].

## C
- Cunewalde, Landkreis Bautzen: Gemeindeteile Cunewalde, Halbau und Schönberg (jeweils Erholungsort).

## D
- Dahlen, Landkreis Nordsachsen: Gemeindeteil Schmannewitz (Erholungsort).
- Dippoldiswalde, Landkreis Sächsische Schweiz-Osterzgebirge: Gemeindeteile Malter, Paulsdorf und Seifersdorf (jeweils Erholungsort).

## E
- Eibenstock, Erzgebirgskreis: Gemeindeteile Eibenstock (seit 2018)[3][2], Carlsfeld und Wildenthal (jeweils Erholungsort).

## F
- Frauenstein, Landkreis Mittelsachsen: Gemeindeteile Frauenstein und Nassau (jeweils Erholungsort).

## G
- Großschönau, Landkreis Görlitz: Gemeindeteil Waltersdorf (Erholungsort).
- Grünbach, Vogtlandkreis (Höhenluftkurort bis 2018, Erholungsort seit 2018)[3][2].

## H
- Hohnstein, Landkreis Sächsische Schweiz-Osterzgebirge (Erholungsort seit 2018, bis 2018 nur Gemeindeteile Hohnstein und Rathewalde)[3][2].

## J
- Kurort Jonsdorf, Landkreis Görlitz (Luftkurort).

## K
- Kottmar, Landkreis Görlitz: Gemeindeteil Obercunnersdorf (Erholungsort).

## M
- Marienberg, Erzgebirgskreis: Gemeindeteile Pobershau (Erholungsort), Hinterer Grund und Rittersberg (jeweils Erholungsort seit 2018).[3][2]
- Muldenhammer, Vogtlandkreis: Gemeindeteil Morgenröthe-Rautenkranz (Erholungsort).

## N
- Nünchritz, Landkreis Meißen: Gemeindeteil Diesbar-Seußlitz (Erholungsort).

## O
- Kurort Oberwiesenthal, Erzgebirgskreis: Gemeindeteil Kurort Oberwiesenthal (Erholungsort bis 2012, Luftkurort seit 2012)[3][5].

## P
- Plauen, Vogtlandkreis: Gemeindeteile Jößnitz und Steinsdorf (jeweils Erholungsort).

## R
- Kurort Rathen, Landkreis Sächsische Schweiz-Osterzgebirge (Luftkurort).
- Reinhardtsdorf-Schöna, Landkreis Sächsische Schweiz-Osterzgebirge (Erholungsort bis 2018 und seit 2024)[3][2][1].

## S
- Sayda, Landkreis Mittelsachsen: Gemeindeteile Friedebach (Erholungsort seit 2018) und Sayda (Erholungsort)[3][2].
- Scheibenberg, Erzgebirgskreis (Erholungsort)
- Schlettau, Erzgebirgskreis (Erholungsort)
- Schöneck, Vogtlandkreis: Gemeindeteile Eschenbach, Kottenheide und Schöneck/Vogtl. (jeweils Erholungsort).
- Sebnitz, Landkreis Sächsische Schweiz-Osterzgebirge (Erholungsort seit 2023, bis 2018 nur Gemeindeteile Hinterhermsdorf und Sebnitz, von 2018 bis 2022 auch Gemeindeteile Altendorf, Lichtenhain, Mittelndorf, Ottendorf und Saupsdorf)[3][2][4].
- Sehmatal, Erzgebirgskreis (Erholungsort seit 2023, bis 2022 nur Gemeindeteil Neudorf)[2][4].
- Kurort Seiffen, Erzgebirgskreis (Erholungsort).

## T
- Tharandt, Landkreis Sächsische Schweiz-Osterzgebirge: Gemeindeteile Fördergersdorf, Grillenburg, Kurort Hartha, Spechtshausen (jeweils Erholungsort) und Pohrsdorf (Erholungsort seit 2018)[3][2].
- Thermalbad Wiesenbad, Erzgebirgskreis: Gemeindeteil Wiesenbad (Ort mit Heilquellenkurbetrieb).

## W
- Weinböhla, Landkreis Meißen: Gemeindeteil Weinböhla (Erholungsort).
- Wermsdorf, Landkreis Nordsachsen: Gemeindeteil Wermsdorf (Erholungsort).
- Wolkenstein, Erzgebirgskreis: Gemeindeteile Floßplatz (Erholungsort), Wolkenstein (Erholungsort) und Warmbad (Ort mit Heilquellenkurbetrieb bis 2018, Heilbad seit 2018).

## Ehemalige staatlich anerkannte Kurorte und Erholungsorte in Sachsen
- Altenberg, Landkreis Sächsische Schweiz-Osterzgebirge: Gemeindeteile Bärenstein (Erholungsort von 1964 bis 2018), Kurort Bärenfels, Falkenhain, Kurort Kipsdorf, Lauenstein (Altenberg), Rehefeld-Zaunhaus und Waldidylle (jeweils Erholungsort bis 2018)[3][2].
- Auerbach/Vogtl., Vogtlandkreis: Gemeindeteile Vogelsgrün und Grünheide (jeweils Erholungsort bis 2018)[3][2].
- Bad Schandau, Landkreis Sächsische Schweiz-Osterzgebirge: Gemeindeteil Prossen (Erholungsort bis 2018)[3][2].
- Bärenstein (Erzgebirge), Erzgebirgskreis (Erholungsort von 1970 bis 2018)[3][2].
- Belgern-Schildau, Landkreis Nordsachsen: Gemeindeteil Belgern (Erholungsort bis 2018)[3][2].
- Bockau, Erzgebirgskreis (Erholungsort von 1965 bis 2018)[3][2].
- Cunewalde, Landkreis Bautzen: Gemeindeteile Bärhäuser, Frühlingsberg, Klipphausen, Neudorf und Zieglertal (jeweils Erholungsort bis 2018)[3][2].
- Dippoldiswalde, Landkreis Sächsische Schweiz-Osterzgebirge: Gemeindeteil Schönfeld (Erholungsort bis 2018)[3][2].
- Ehrenfriedersdorf, Erzgebirgskreis (Erholungsort bis 2018)[3][2].
- Eibenstock, Erzgebirgskreis: Gemeindeteil Sosa (Erholungsort bis 2018)[3][2].
- Gohrisch, Landkreis Sächsische Schweiz-Osterzgebirge: Gemeindeteile Kurort Gohrisch (Kurort bzw. Luftkurort von 1935 bis 2018), Cunnersdorf, Kleinhennersdorf und Papstdorf (jeweils Erholungsort bis 2018)[3][2].
- Halsbrücke, Landkreis Mittelsachsen: Gemeindeteil Hetzdorf (Erholungsort bis 2022)[3][4].
- Hartenstein, Landkreis Zwickau: Gemeindeteile Hartenstein und Stein (jeweils Erholungsort bis 2018)[3][2].
- Hermsdorf/Erzgebirge, Landkreis Sächsische Schweiz-Osterzgebirge (Erholungsort bis 2018)[3][2].
- Johanngeorgenstadt, Erzgebirgskreis (Erholungsort bis 2018)[3][2].
- Jöhstadt, Erzgebirgskreis: Gemeindeteile Jöhstadt, Schmalzgrube, Steinbach und Oberschmiedeberg (jeweils Erholungsort bis 2018)[3][2].
- Klingenthal, Vogtlandkreis (Erholungsort bis 2018)[3][2].
- Königstein, Landkreis Sächsische Schweiz-Osterzgebirge: Gemeindeteil Pfaffendorf (Erholungsort bis 2018)[3][2].
- Königswalde, Erzgebirgskreis (Erholungsort bis 2018)[3][2].
- Lawalde, Landkreis Görlitz (Erholungsort bis 2018)[3][2].
- Markneukirchen, Vogtlandkreis: Gemeindeteile Erlbach, Eubabrunn, Gopplasgrün (jeweils Erholungsort bis 2018, Luftkurort von 2018 bis 2022) und Wernitzgrün (Luftkurort von 2018 bis 2022)[3][2][4].
- Moritzburg, Landkreis Meißen: Gemeindeteil Luftkurort Friedewald (Luftkurort bis 2018)[3][2].
- Neuhausen/Erzgebirge, Landkreis Mittelsachsen (Erholungsort bis 2018)[3][2].
- Nünchritz, Landkreis Meißen: Gemeindeteil Diesbar-Seußlitz (Erholungsort bis 2024)[4][1].
- Ohorn, Landkreis Bautzen (Erholungsort bis 2018)[3][2].
- Pockau-Lengefeld, Erzgebirgskreis: Gemeindeteile Lengefeld, Görsdorf und Pockau (jeweils Erholungsort bis 2018)[3][2].
- Pöhl, Vogtlandkreis: Gemeindeteile Barthmühle, Jocketa und Neudörfel (jeweils Erholungsort bis 2018)[3][2].
- Rathmannsdorf, Landkreis Sächsische Schweiz-Osterzgebirge (Erholungsort bis 2018)[3][2].
- Rechenberg-Bienenmühle, Landkreis Mittelsachsen (Erholungsort bis 2018)[3][2].
- Rosenthal-Bielatal, Landkreis Sächsische Schweiz-Osterzgebirge (Erholungsort bis 2018)[3][2].
- Schirgiswalde-Kirschau, Landkreis Bautzen: Gemeindeteile Neuschirgiswalde und Schirgiswalde (jeweils Erholungsort bis 2018)[3][2].
- Schlettau, Erzgebirgskreis (Erholungsort bis 2024)[4][1].
- Sohland a. d. Spree, Landkreis Bautzen (Erholungsort bis 2018)[3][2].
- Steina, Landkreis Bautzen (Erholungsort bis 2018)[3][2].
- Struppen, Landkreis Sächsische Schweiz-Osterzgebirge: Gemeindeteile Strand, Thürmsdorf und Weißig (jeweils Erholungsort bis 2018)[3][2].
- Tharandt, Landkreis Sächsische Schweiz-Osterzgebirge: Gemeindeteile Fördergersdorf, Grillenburg, Kurort Hartha, Pohrsdorf und Spechtshausen (jeweils Erholungsort bis 2024)[4][1].
- Thum, Erzgebirgskreis: Gemeindeteil Thum (Erholungsort bis 2018)[3][2].
- Stadt Wehlen, Sächsische Schweiz-Osterzgebirge (Erholungsort bis 2018)[3][2].